# Ca l'Escloper (Viladrau)
Ca l'Escloper és una masia de Viladrau (Osona) inclosa a l'Inventari del Patrimoni Arquitectònic de Catalunya.

## Descripció
Masia de planta rectangular (13x6) coberta a dues vessants amb el carener perpendicular a la façana situada a migdia. Consta de planta i dos pisos, i un cos de totxana de planta i primer pis adossat a la façana E. S'observen diverses etapes constructives. La façana principal presenta a la planta un portal rectangular d'arc escarser amb emmarcaments de granit i dues finestres, una de les quals és també de granit i està datada (1781); el primer pis presenta dues finestres de gres vermell amb ampit motllurat, i una tercera amb emmarcaments de totxo; el segon pis presenta tres finestres amb emmarcaments de totxo i llinda de fusta; el cos de totxana presenta un portal a la planta i un finestral amb llinda de pòrtland al primer pis. La façana O presenta a la planta un cobert de fibrociment (uralita) amb funció de garatge, i al primer pis un portal amb emmarcaments de totxo i llinda de fusta. La façana N és cega. La façana E (cos de totxana) presenta a la planta un cobert del galliner i dues finestres, i al primer pis dos finestrals.

## Història
Masia del segle xviii pertanyent al barri de les Paitides, on des del 1681 consta l'existència de cases de pagesos i entre elles algun menestral o paraire en aquest sector de la població, vers el mas Martí. Aquest any apareix esmentat com lloc de "les partidas"; "partida" voldria dir en aquest cas, peces de terra o feixes, que se separarien de la propietat del Martí i algunes potser del Pujolar. La creació d'aquest barri té a veure amb el fort creixement que va experimentar la població al llarg del segle xvii. Els actuals propietaris no mantenen la cognominació d'origen.